# Sex Education
Sex Education es una serie de televisión web británica de comedia dramática, creada por Laurie Nunn, que se estrenó el 11 de enero de 2019 en Netflix. Está protagonizada por Gillian Anderson, Asa Butterfield, Emma Mackey, Ncuti Gatwa, Connor Swindells y Kedar Williams-Stirling. Una segunda temporada se estrenó el 17 de enero de 2020 y la tercera temporada fue estrenada el 17 de septiembre de 2021. El 25 de septiembre de 2021, Netflix, informó la renovación para una cuarta y última temporada, que se estrenó el 21 de septiembre de 2023, obteniendo críticas negativas generales .

## Sinopsis
La primera temporada sigue la historia de Otis Milburn, un joven socialmente incómodo, que es ambivalente sobre el sexo, debido a que su madre es una terapeuta sexual que es franca sobre todos los aspectos de la sexualidad. Después de ayudar inadvertidamente al acosador de la escuela con su ansiedad por el rendimiento sexual, Otis establece un negocio de asesoramiento sexual con Maeve, una compañera de clase confiada pero problemática, para educar a sus compañeros sobre cómo lidiar con sus propios problemas sexuales.
La segunda temporada sigue a Otis quien, después de finalmente asegurar una relación con Ola, recibe un golpe de la realidad y las presiones de un romance en la escuela secundaria. Ese romance se prueba aún más con la introducción de nuevos estudiantes que desafían el status en Moordale High y un brote de clamidia que hace que los estudiantes cuestionen y luchen con temas de actualidad.
En la tercera temporada, comienza un nuevo año escolar cuando Otis tiene sexo casual con Ruby, lo que se complica por su tensa relación con Maeve. Eric y Adam se hacen novios oficiales, Jean espera un bebé y Hope Haddon, la nueva directora, esta dispuesta a devolver los días de excelencia y crear nuevas normas en Moordale Secondary, lo cual crea conflictos con los estudiantes.
La cuarta temporada, es el momento de enfrentarse al último año escolar, los estudiantes se adaptan al nuevo período en Cavendish Sixth Form College ,tras el cierre del instituto Moordale. Otis compite con una terapeuta sexual rival en el campus mientras hace malabares con su relación a distancia con Maeve, quien comienza sus estudios en la prestigiosa Universidad de Wallace, en Estados Unidos, donde recibe clases del escritor Thomas Molloy. 
Viv está totalmente atraída por el enfoque no competitivo, dirigido por los estudiantes, mientras que Jackson sigue luchando por olvidar a Cal. Aimee prueba algo nuevo haciendo un curso de arte y Adam trata de descubrir si la educación convencional es para él.

## Elenco

### Principales
- Asa Butterfield como Otis Milburn, un chico torpe, con pocas experiencias sexuales. Lucha con la ocupación de su madre y su interferencia en su vida personal y sexual.
- Gillian Anderson como la Dra. Jean F. Milburn, una conocida terapeuta sexual y madre de Otis. Está divorciada y tiene regularmente relaciones de una noche, pero no se compromete.
- Ncuti Gatwa como Eric Effiong, el mejor amigo de Otis. Es abiertamente gay y proviene de una familia religiosa africana.
- Emma Mackey como Maeve Wiley, una marginada social y una chica mala que al cabo de un tiempo se hace amiga de Otis y comienza la clínica de terapia con él.
- Connor Swindells como Adam Groff, el hijo del director al que le gusta Eric. Tiene una relación tensa con su padre.
- Kedar Williams-Stirling como Jackson Marchetti, estudiante de la Escuela Secundaria Moordale y campeón de natación. Pide ayuda a Otis para que Maeve se convierta en su novia.
- Alistair Petrie como Michael Groff, director de la Escuela Secundaria Moordale y estricto padre de Adam.
- Mimi Keene como Ruby Matthews, una de las chicas populares y malas de la Escuela Secundaria Moordale. Ruby se encuentra en problemas cuando se filtra una imagen desnuda de ella. Se hace novia de Otis en la tercera temporada.
- Aimee Lou Wood como Aimee Gibbs, otra de las chicas populares de la secundaria, también tiene una amistad con Maeve.
- Chaneil Kular como Anwar Bakshi, el líder del popular grupo "Los intocables" y el único otro estudiante abiertamente gay en la escuela, además de Eric.
- Simone Ashley como Olivia Hanan (temporadas 1-3), otra miembro de "Los intocables".
- Tanya Reynolds como Lily Iglehart (temporada 2-3; recurrente temp. 1) una chica que escribe novelas eróticas extraterrestres, y está decidida a perder su virginidad lo antes posible.
- Mikael Persbrandt como Jakob Nyman (temporada 2-3; recurrente temp. 1), un fontanero sueco viudo y padre de Ola que desarrolla una relación con Jean después de trabajar para ella.
- Patricia Allison como Ola Nyman (temporada 2-3; recurrente temp. 1), la hija de Jakob que se hace amiga de Otis, por quien más tarde desarrolla sentimientos.
- Anne-Marie Duff como Erin Wiley (temporada 2-3), la madre ausente de Maeve y Sean, reaparece para enmendar sus errores.
- Rakhee Thakrar como Emily Sands (temporada 3; recurrente temp. 1-2), profesora de inglés en la Escuela Secundaria Moordale.
- Jemima Kirke como Hope Haddon (temporada 3), la nueva directora de Moordale.
- Samantha Spiro como Maureen Groff (temporada 4; recurrente temp. 1-3), la esposa del director y la madre de Adam. Ella es una esposa y madre cariñosa y ama a su perro.

### Recurrentes
- Jim Howick como Colin Hendricks (temporadas 1-3; invitado temp. 4), profesor de ciencias en la Escuela Secundaria Moordale que también dirige una banda en la secundaria.
- DeObia Oparei como el Sr. Effiong, el padre de Eric que expresa su preocupación por la extravagancia de su hijo y las elecciones de vestimenta y el temor de que terminen lastimándolo.
- Lisa Palfrey como Cynthia, la dueña del parque de caravanas donde vive Maeve. Ella está teniendo problemas matrimoniales con su esposo, Jeffrey.
- James Purefoy como Remi Milburn (temporadas 1-2; invitado temp. 3), el padre de Otis y el exmarido de Jean que vive en Estados Unidos.
- Hannah Waddingham como Sofía Marchetti, una de las madres de Jackson. Ella empuja a Jackson a mantener un estricto régimen de entrenamiento.
- Jojo Macari como Kyle, uno de los novios de Aimee.
- Joe Wilkinson como Jeffrey, el marido de Cynthia.
- Chris Jenks como Steve, un nuevo estudiante en la secundaria y miembro de "Los cerebrines".
- Sharon Duncan-Brewster como Roz Marchetti, una de las madres de Jackson. Ella es más relajada.
- Edward Bluemel como Sean Wiley, el hermano mayor ausente y problemático de Maeve que la crio en lugar de sus padres.
- Dan Mersh como Harry, una de las aventuras de una noche de Jean.
- Lily Newmark como Ruthie, una lesbiana que tiene problemas de pareja.
- Alice Hewkin como Tanya, la novia dominante de Ruthie.
- Max Boast como Tom Baker, un estudiante geek en Mooredale que recientemente se ha vuelto sexualmente activo.
- Daniel Ings como Dan, una de las aventuras de una noche de Jean.
- Doreene Blackstock como Beatrice Effiong, la madre de Eric que lo alienta a asistir a la iglesia como el resto de la familia.
- Sami Outalbali como Rahim (temporadas 2-3), un estudiante transferido de Francia; muestra interés en Eric.
- Chinenye Ezeudu como Vivienne Odusanya (temporadas 2-4), tutora de Jackson y miembro de "Los cerebrines".
- George Robinson como Isaac Goodwin (temporadas 2-4), un chico parapléjico que vive en el mismo parqueadero que Maeve.
- Kadeem Ramsay como OctoBoy, un estudiante que se engancha con Lily después del baile escolar.
- Lino Facioli como Dex Thompson (temporada 2-), alumno friki y miembro del equipo "Los cerebrines".
- T'Nia Miller como Maxine (temporada 2), autoridad escolar.
- George Somner como Joe Goodwin (temporada 2-4), hermano de Isaac, ambos viven en el mismo parqueadero que Maeve.
- Mirren Mack como Florence (temporada 2), estudiante asexual de Moordale.
- George Georgiou como Yousef (temporada 2), dueño de la tienda local y tío de Rahim.
- Conor Donovan como Quentin (temporada 2-), un miembro melodramático del club de drama y enemigo de Hendricks.
- Jason Isaacs como Peter Groff (temporada 3), hermano mayor de Michael Groff.
- Indra Ové como Anna (temporada 3-), madre de acogida de Elsie, la media hermana de Maeve.
- Dua Saleh como Cal Bowman (temporada 3-4), estudiante de género no binario de Moordale que nació en Mineápolis.
- Robyn Holdaway como Layla (temporada 3), estudiante de género no binario de Moordale.
- Thaddea Graham como O / Sarah Owens (temporada 4), estudiante y terapeuta sexual en el Cavendish College.
- Anthony Lexa como Abbi Montgomery (temporada 4), popular estudiante líder del grupo The Coven en el Cavendish College.
- Alexandra James como Aisha Green (temporada 4), estudiante miembro The Coven.
- Felix Mufti como Roman (temporada 4), estudiante, novio de Abbi.
- Reda Elazouar como Beau (temporada 4), interés romántico de Viv.
- Lisa McGrillis como Joanna Franklin (temporada 4), hermana de Jean.
- Anna Francolini como Gloria (temporada 4), profesora de arte en el Cavendish College.
- Shak Benjamin como Adedayo (temporada 4), interés romántico de Eric.
- Hannah Gadsby como Celia (temporada 4), jefa y productora de radio que trabaja junto a Jean.
- Bella Maclean como Jem (temporada 4), compañera de trabajo de Adam en la granja.
- Imani Yahshua como Tyrone (temporada 4), amigo de Maeve en Estados Unidos.
- Eshaan Akbar como Principal Lakhani (temporada 4), directora en el Cavendish College.

### Invitado
- Toby Williams como Tim (temporada 1-2), uno de los pacientes de Jean pero se murió
- Lu Corfield como Sarah (temporada 1), una madre de tres hijos que se hace amiga de Maeve.
- Ezra Furman como el cantante de la banda (temporada 1), actúa en el baile de la escuela.
- Thomas Atkinson como Nick (temporada 1), el novio de Anwar.
- Stephen Fry como él mismo (temporada 2), el host de la competencia de preguntas.
- Sindhu Vee como Sra. Hanan (temporada 2), madre de Olivia.
- Susan Lynch como Tara Gibbs (temporada 2), madre de Aimee.
- Jack Bandeira como Eli (temporada 2), una estudiante en el Mountview Military Institution.
- David Layde como Roland Matthews (temporada 3-4), padre de Ruby.
- Sophie Thompson como Carol Iglehart (temporada 3), enfermera y madre de Lily.
- Jerry Iwu como Oba (temporada 3), un fotógrafo nigeriano, interés romántico de Eric.
- Reece Richards como Eugene (temporada 3), novio de Viv.
- Dan Levy como Sr. Molloy (temporada 4), un profesor y escritor que enseña a Maeve en Estados Unidos.[2]
- Jack Gleeson como Mo (temporada 4), un amigo de Sean.

## Episodios
| Temporada | Temporada | Episodios | Episodios | Emisión original         | Emisión original         |
| --------- | --------- | --------- | --------- | ------------------------ | ------------------------ |
|           | 1         | 8         | 8         | 11 de enero de 2019      | 11 de enero de 2019      |
|           | 2         | 8         | 8         | 17 de enero de 2020      | 17 de enero de 2020      |
|           | 3         | 8         | 8         | 17 de septiembre de 2021 | 17 de septiembre de 2021 |
|           | 4         | 8         | 8         | 21 de septiembre de 2023 | 21 de septiembre de 2023 |

### Temporada 1 (2019)
| N.º | Título      | Dirigido por | Escrito por                                  | Fecha de lanzamiento original |
| --- | ----------- | ------------ | -------------------------------------------- | ----------------------------- |
| 1 | «Episode 1» | Ben Taylor   | Laurie Nunn                                  | 11 de enero de 2019           |
| La madre de Otis, Jean, es una terapeuta sexual. Es su primer día de sexto curso con su amigo gay Eric quien le dice que todos han tenido relaciones sexuales durante el verano, excepto Otis. Mientras tanto, Adam acababa de tener relaciones sexuales con su novia Aimee la noche anterior, fingiendo su orgasmo después de no poder eyacular. Aimee le dice a Maeve, que tiene fama de ser promiscua. Adam y Otis son compañeros asignados para un proyecto en clase y Adam llega pero termina en la oficina de Jean, donde ve sus materiales para el trabajo a pesar de los esfuerzos de Otis por esconder todas las cosas relacionadas con el trabajo en su casa. Al día siguiente, Adam les dice a todos. Otis se rompe en clase y Maeve va tras él. Los dos escuchan a alguien en el edificio abandonado solo para encontrar a Adam después de tomar tres pastillas de Viagra. Adam explica cómo se siente, mientras que Otis le da consejos. La próxima vez que tiene relaciones sexuales con Aimee, él termina, pero ella rompe con él. Maeve le propone una idea a Otis en la que brinda terapia sexual a los estudiantes que la necesitan mientras ella maneja los asuntos de negocios y ellos dividen las ganancias. |             |              |                                              |                               |
| 2 | «Episode 2» | Ben Taylor   | Laurie Nunn                                  | 11 de enero de 2019           |
| Aimee organiza una fiesta en su casa, donde Maeve planea conseguir clientes. Después de llegar con Eric, Otis se encierra en un baño donde ve a una chica que se esconde de su novio después de romperse un brazo durante un intento de sexo. Eric está con dos chicas de la camarilla de Aimee y su enamorado no correspondido, Anwar, donde les enseña a las chicas cómo dar un oral correctamente. Más temprano ese día, Maeve toma una prueba de embarazo y termina recibiendo un resultado positivo. Adam salta la puerta para colarse en la fiesta. Otis termina hablando con la chica y su novio, ayudándoles con su relación. Sale del baño y ve a Maeve con el chico popular Jackson que se está vistiendo. Eric y las dos chicas chupan bananas mientras Anwar filma. Los tres terminan vomitando unos sobre otros. Adam encuentra con Aimee con un chico, a quien le rompe un jarrón con las cenizas de su abuela. Maeve rechaza la idea de la terapia sexual. Al día siguiente, más estudiantes comienzan a consultar a Otis sobre sus problemas. Otis le dice a Maeve que planea hacer la terapia sexual. |             |              |                                              |                               |
| 3 | «Episode 3» | Ben Taylor   | Sophie Goodhart                              | 11 de enero de 2019           |
| Otis tiene un sueño húmedo sobre Maeve y eyacula. Maeve va a conseguir una cita para su aborto y la enfermera le dice que no puede hacerse un aborto a menos que tenga a alguien para que la recoja después. Eric se mete en la banda de música del instituto. Después de preguntarle a varias personas (excepto a Jackson), Maeve le pide a Otis que la recoja y él acepta, pensando que es una cita. Su maestra acusa a Maeve de haber plagiado el trabajo de otro estudiante. Mientras Maeve está esperando para abortar, Otis entra temprano y es expulsado rápidamente. Sale a esperar y termina siendo el terapeuta de dos personas provida que protestan al lado de la clínica. Lily, la clarinetista de la banda, va con Eric para ayudarlo a practicar y trata de tener relaciones sexuales con él, pero en cambio juega con maquillaje y ve porno gay. Después del aborto, Otis camina a casa de Maeve y se abrazan. Jackson tiene una carrera y la gana, pero está triste de que Maeve no estuviera allí para animarlo. |             |              |                                              |                               |
| 4 | «Episode 4» | Ben Taylor   | Laura Neal & Laurie Nunn                     | 11 de enero de 2019           |
| Maeve y Otis se están enviando mensajes de texto con regularidad y Maeve todavía tiene algo con Jackson. Jackson invita a Maeve a pasar el rato, ella se niega, así que él le pide ayuda a Otis y le paga por adelantado. El padre de Adam le dice que tiene que mejorar sus calificaciones o que lo enviarán a una academia militar. La mamá de Otis está arreglando el baño y se siente atraída por el carpintero. Otis va a devolver el dinero, pero accidentalmente le da a Jackson consejos sobre los gustos y disgustos de Maeve. Jackson lee a Virginia Woolf para impresionar a Maeve y continúa usando los consejos de Otis. Cuando va a su casa a buscar (ver pornografía) para sus clientes lesbianas, lo encuentra la hija del carpintero. Eric consigue un trabajo como paseador de perros y se encuentra con Adam. Los perros de Eric asustan al perro de Adam y por eso Adam se mete en problemas con su padre. Lily le pregunta a Otis si él quiere tener sexo con ella después de descubrir que él es virgen, él se niega. Maeve habla con Amiee sobre Jackson, y no llega tan lejos, ella le habla a Otis sobre eso y él la obliga a hablar de ello en la piscina. Otis tiene una erección después de que ella tocó sus cejas mientras estaban la piscina. Jackson le pregunta a Otis cómo invitar a Maeve a salir, él le dice que haga una gran comedia romántica como un gesto romántico (uno que Maeve le dijo a Otis que ella odia). Ola se presenta formalmente a Otis cuando recoge a su papá que estaba arreglando el baño. Jackson llama a todos a la cafetería y le pide a Maeve que salga. Ella acepta y se besan. |             |              |                                              |                               |
| 5 | «Episode 5» | Kate Herron  | Sophie Goodhart & Laura Hunter & Laurie Nunn | 11 de enero de 2019           |
| Maeve y Jackson han estado saliendo durante un mes, y Jackson invita a Maeve a cenar con sus padres. Empieza a ir mal cuando le preguntan por su familia, lo que la impulsa a salir corriendo por la puerta de atrás. Más tarde, Maeve va a disculparse con Jackson y le dice la verdad sobre su vida y su familia, lo que le lleva a Jackson a contarle también sus inseguridades. Como parte de su tradición anual, Otis había sorprendido a Eric con entradas para ver Hedwig and the Angry Inch esa noche para celebrar el cumpleaños de Eric. Sin embargo, al ayudar a Maeve a resolver una crisis fotográfica, Otis termina plantando a Eric. Eric decide saltar la película y volver a casa, pero su teléfono y cartera son robados, dejándolo varado y vestido como drag queen. Él camina a casa, pero es hostigado y golpeado por homófobos. Se las arregla para pedir prestado el teléfono de alguien y llama a Jean, quien lo lleva a su casa. Cuando Otis llega a casa, los dos se pelean y se marcha. |             |              |                                              |                               |
| 6 | «Episode 6» | Kate Herron  | Laurie Nunn & Freddy Syborn                  | 11 de enero de 2019           |
| En un flashback, Otis atrapa a su padre, Remi, teniendo relaciones sexuales con una de sus pacientes, y le dice a su madre, lo que resulta en su divorcio. En el presente, Otis videollama a su padre, quien le aconseja que pierda su virginidad lo antes posible. Esto lo lleva a aceptar la oferta anterior de Lily. Lily está ansiosa, pero Otis está extremadamente incómodo, y tiene un ataque de pánico cuando los avances de Lily provocan recuerdos de la lucha de sus padres. Mientras tanto, Eric y Otis aún no se han reconciliado. Eric intenta lidiar con su asalto vistiéndose más 'heterosexual'. Se desanima durante la práctica de la banda, grita al maestro y golpea a Anwar, resultando en suspensión. Su padre intenta ayudar pero no puede conectarse con Eric. Adam gana un concurso de escritura de ensayos y es celebrado por su familia. De hecho, le había pagado a Maeve para que se lo escribiera. Otis se da cuenta de esto, al igual que la señorita Sands, quien se acerca a un sospechoso Sr. Groff. El hermano de Maeve, Sean, regresa después de cuatro meses. Las cosas son incómodas entre Otis y Maeve, después de que casi se besan. Ella todavía podría tener sentimientos por él. Ola le pide a Otis que salgan. Jean, todavía enamorado de Jakob, lo llama, y al final terminan besándose. |             |              |                                              |                               |
| 7 | «Episode 7» | Kate Herron  | Sophie Goodhart                              | 11 de enero de 2019           |
| Maeve no quiere ir al baile de la escuela, pero Jackson la convence. Ola se traslada a Moordale, y Otis la invita al baile. Maeve sabotea esto diciéndole que Otis no tiene experiencia sexual. Ola le pregunta si salieron, pero Otis ofende a Ola al insinuar que Maeve es mejor. Jackson revela que le pagó a Otis, lo que provoca que Maeve se enoje con él. Jackson llega a casa borracho y pasa su toque de queda. Tiene una crisis y Maeve lo recibe. Eric de repente decide ir a la iglesia. El pastor habla de amarte a ti mismo, y Eric se siente bienvenido. Él va al baile como drag queen. Su padre expresa preocupación de que él saldrá herido. Otis hace las paces con Eric. Sean se cuela al baile con drogas y alcohol, pero se le ordena que se vaya. El Sr. Groff le revela a Adam que él sabe que no escribió el ensayo. Adam se pelea con Steve y, finalmente, con su padre frente a toda la escuela. A pesar de las preocupaciones de Otis con respecto a su relación con Ola, Jean duerme con Jakob y él se abre ante ella. Ella lo rechaza y sigue adelante. Otis encuentra el borrador de su libro sobre su fobia al sexo. |             |              |                                              |                               |
| 8 | «Episode 8» | Kate Herron  | Laurie Nunn                                  | 11 de enero de 2019           |
| El Sr. Groff encuentra las drogas de Sean después del baile y asume que Maeve y Otis están involucrados. Cuando él amenaza con llamar a la policía, Maeve afirma que las drogas son suyas. Maeve le dice a Jackson que no lo ama. Se salta la práctica de natación. Él representará a la escuela de nuevo si el Sr. Groff no expulsa a Maeve. Él gana, pero el Sr. Groff se le dice que se olvide de Maeve. Sean desaparece de nuevo. Eric comienza a usar maquillaje en la escuela. Se disculpa con el señor Hendricks, pero aun así es detenido; limpiando la sala de la banda con Adam. Se meten en una pelea, pero se besan y tienen relaciones sexuales. Comienzan a coquetear durante la clase. Sin embargo, el padre de Adam decide enviarlo a la escuela militar. Otis lee el libro de Jean, y los dos se pelean por su intrusión. Se disculpa, y deciden compensar sus vidas: Jakob le dice a Jean que ya no pueden verse, y Otis se disculpa con Ola. Acuerdan tomar las cosas despacio y se besan. También roba el premio de ensayo, dándoselo a Maeve y se disculpa. Ella decide confesar su amor a Otis, pero lo ve besando a Ola. El beso excita a Otis y finalmente puede masturbarse. |             |              |                                              |                               |

### Temporada 2 (2020)
| N.º en serie | N.º en temp. | Título      | Dirigido por    | Escrito por                 | Fecha de lanzamiento original |
| --- | ------------ | ----------- | --------------- | --------------------------- | ----------------------------- |
| 9 | 1            | «Episode 1» | Ben Taylor      | Laurie Nunn                 | 17 de enero de 2020           |
| Otis, ahora finalmente capaz de masturbarse, se encuentra irremediablemente adicto. Él busca la ayuda de Eric cuando su madre lo atrapa masturbándose en su auto, pero Eric lo convence de que es normal. Se produce un brote de clamidia en la escuela y todos están histéricos. Se rumorea que Fiona lo ha extendido y busca la ayuda de Otis para encontrar al verdadero culpable. A pesar de insistir en que la clínica ha terminado, Otis se compadece de ella cuando la ve avergonzada por todos, incluidos sus amigos. Otis se da cuenta de cuánto ha extrañado resolver los problemas sexuales de las personas. Maeve, que ahora trabaja en una tienda de pretzel, se encuentra con su madre, quien ha venido a resolver sus problemas como parte de su viaje para superar la adicción. Ella se niega a confiar en su madre por lo que sucedió en el pasado. El nuevo estudiante francés Rahim se une a la escuela y al instante se vuelve popular debido a su aspecto, acento y aura misteriosa. Jackson, harto de la presión de su madre para desempeñarse bien en la natación, se lastima la mano a propósito; sin embargo, cuando Maeve lo confronta, lo niega. Ola intenta masturbar a Otis un trabajo manual, pero no puede levantarse y le preocupa que se haya roto el pene por la masturbación. Al salir de la casa de Ola, ven a Jean y Jakob teniendo sexo y los dos padres finalmente confiesan haberse acostado. Se celebra una reunión de padres sobre el brote de clamidia, lo que lleva a la comprensión de que se necesita una mejor educación sexual. El Sr. Groff, de mala gana, recurre a Jean para pedir ayuda. Maeve se da cuenta de su potencial, abandona su trabajo e intenta regresar a la escuela y casi falla; Miss Sands viene a su rescate. Se desata una pelea entre Fiona y su amiga y se revela el verdadero culpable de la crisis de clamidia. Otis habla con Maeve sobre la reapertura de la clínica y ella acepta. |              |             |                 |                             |                               |
| 10 | 2            | «Episode 2» | Sophie Goodhart | Laurie Nunn y Mawaan Rizwan | 17 de enero de 2020           |
| La señorita Sands y el señor Hendricks tienen sexo sin éxito. En la escuela militar, Adam se hace amigo de dos muchachos. Otis intenta acostumbrarse a que Jakob esté cerca. Maeve se prepara para su primer día de regreso. Se llama a Jean para hacer una asamblea sobre salud sexual, que termina mal. Maeve asiste al programa de aptitud y se siente intimidada por las ambiciones de los demás. Jackson ahora tiene que recibir tutoría ya que no puede nadar hacia el éxito, lo que lo lleva a buscar un nuevo pasatiempo. Después de investigar sobre la digitación, Otis finalmente lo prueba con Ola y ella finge disfrutarlo por su confianza. Sin embargo, Lily le dice que fue terrible. Maeve se da cuenta de que todavía siente algo por Otis después de verlo en la feria con Ola. Eric y Rahim van juntos a la rueda de la fortuna; Eric, confundido, se pregunta si Rahim es gay y si está interesado en él. Adam ve a sus dos amigos masturbándose el uno al otro y, aunque promete no decir nada, plantan marihuana en su cama, lo que lleva a su expulsión. Él confiesa falsamente que fueron sus drogas. |              |             |                 |                             |                               |
| 11 | 3            | «Episode 3» | Sophie Goodhart | Sophie Goodhart             | 17 de enero de 2020           |
| Olivia secretamente tiene sexo con su novio; mientras tiene un orgasmo, ella le cubre su rostro con una almohada. Más tarde, le revela a Otis que lo hace porque piensa que tiene una cara de orgasmo feo y lo ayuda a resolver este problema. Adam regresa y comienza a trabajar en una tienda. Es el cumpleaños de Maeve, para su disgusto, y Aimee le ha preparado un pastel. En el autobús a la escuela, Aimee se horroriza cuando un hombre detrás de ella se masturba y eyacula sobre ella. Ella inmediatamente se baja y camina en su lugar. Más tarde, se lo menciona a Maeve y, aunque la propia Aimee parece no molestarse, Maeve insiste en denunciar la agresión sexual. Jackson, en busca de un nuevo pasatiempo, prueba la obra de teatro de la escuela, para sorpresa y diversión de todos. Al darse cuenta de que necesita ayuda para obtener el papel principal, Jackson recurre a su tutora Viv para obtener ayuda. Otis y Ola se dirigen a la casa de los Milburns para una cena familiar incómoda. Termina en Otis teniendo una explosión mientras juega un frustrante juego de Monopoly. Rahim le pide a Eric una cita, que termina en un beso y va perfectamente, excepto que Adam trabaja en la tienda donde vive Rahim. Ver a Adam deja a Eric nervioso. Aimee llega a casa y se da cuenta de que el asalto tuvo un mayor impacto en ella de lo que pensaba. La madre de Maeve llega a la puerta con el bebé después de que su novio abusivo la echó. Maeve intenta confesarle su amor a Otis. |              |             |                 |                             |                               |
| 12 | 4            | «Episode 4» | Alice Seabright | Laurie Nunn y Rosie Jones   | 17 de enero de 2020           |
| Ola le dice a Otis que está lista para tener sexo, y él trata de prepararse. Las emociones conflictivas de Eric lo llevan a confrontar a Adam, pero es ignorado. Groff ve a su esposa ir a la clínica sexual de Jean. El padre de Otis llega inesperadamente, y aunque él y Jean intentan mantener las cosas profesionales, terminan besándose y casi teniendo sexo. Mientras tanto, Otis se encuentra con Maeve en su camino hacia lo de Ola y termina cuidando a su hermana mientras ella va a su concurso de preguntas. Finalmente Maeve le confiesa a Otis que le gusta, lo que resulta en el enojo de Otis ya que estaba en una relación con Ola. Él va a lo de Ola pero no puede tener relaciones sexuales. Ola sospecha que es culpa de Maeve y lo obliga a no ver más a Maeve. Adam despierta a Eric arrojando piedras a su ventana. Pasan el rato en un vertedero y rompen objetos juntos. Adam acompaña a Eric a su casa pero, en lugar de irse, mira a Eric hasta que finalmente lo besa. Adam se acuesta sonriendo. Rahim le pregunta a Eric si quiere ser su novio. |              |             |                 |                             |                               |
| 13 | 5            | «Episode 5» | Alice Seabright | Laurie Nunn y Rosie Jones   | 17 de enero de 2020           |
| Ola comienza a dudar de su relación con Otis cuando fantasea con Lily. Después de investigar un poco, ella cree ser pansexual. Eric le dice a Otis sobre Adam y él, lo que hace que Otis se enoje porque Adam intimidó a Eric antes. Eric argumenta que Otis es un hipócrita debido a su situación con Ola y Maeve; luego se arreglan. Eric y Otis van de excursión con Remi, donde Otis se da cuenta de que Remi engañó a su ñovia Delilah y estaba usando el viaje para escapar en lugar de pasar tiempo con Otis. La esposa del señor Groff, Maureen, le dice que quiere el divorcio, por lo que el señor Groff se muda a la escuela. Jean admite a Jakob que besó a Remi y se separaron. Maeve acepta ir a la reunión de AA de su madre, donde su ira hacia su madre sale y ella abandona la reunión, se encuentra con su nuevo vecino discapacitado, Isaac. La arrastra a la clase de baile que él y su hermano corren. Maeve descubre que es un huérfano. Eric enfrenta sus sentimientos y comienza a ignorar a Adam y le pide a Rahim que sea su novio. Ola rompe con Otis cuando regresa; ella confronta sus sentimientos por Lily besándola, pero Lily no corresponde. |              |             |                 |                             |                               |
| 14 | 6            | «Episode 6» | Ben Taylor      | Sophie Goodhart             | 17 de enero de 2020           |
| Lily sigue evitando a Ola. Otis organiza una pequeña reunión en su casa para demostrarles a Eric y Ola que puede relajarse, pero explota en una fiesta en la casa donde da un discurso borracho insultando a Ola y Maeve. Mientras tanto, Jean y Maureen salen a una noche de baile, donde Maureen dice que se siente más libre sin el Sr. Groff y Jean se da cuenta de que extraña a Jakob. Viv le dice a los padres de Jackson que se lastimó a propósito, y él se enoja con ella. Groff encuentra el cuaderno de Jean con notas sobre los problemas sexuales de los estudiantes y maestros, así como los de su esposa, y comienza a imprimir copias. |              |             |                 |                             |                               |
| 15 | 7            | «Episode 7» | Ben Taylor      | Laurie Nunn                 | 17 de enero de 2020           |
| El Sr. Groff colocó las copias del cuaderno de Jean por toda la escuela, lo que se convirtió en un caos. Jean se entera de la clínica sexual de Otis. Otis se da cuenta de que tuvo relaciones sexuales con Ruby la noche anterior y van a comprar la píldora del día después. Jackson y su madre tienen un cara a cara y ella acepta que no le gusta nadar. Eric lleva a Rahim a su iglesia, donde Rahim revela que no es religioso. Jean le pide a Jakob que vuelvan a estar juntos, pero él dice que no puede porque ella no está lista para el tipo de intimidad que él quiere. Mientras están castigadas, Maeve, Olivia, Aimee, Ola, Lily y Viv se unen para compartir experiencias sexuales y ayudan a Aimee a subir al autobús nuevamente. Ola y Lily comienzan a salir. |              |             |                 |                             |                               |
| 16 | 8            | «Episode 8» | Ben Taylor      | Laurie Nunn                 | 17 de enero de 2020           |
| Jean, todavía enojado con Otis por la clínica sexual, trata de hablar con él, pero esta vez no parece funcionar, por lo que continúan evitándose el uno al otro. Gracias a un consejo de Isaac, Maeve descubre que su madre está usando drogas nuevamente y llama a los servicios sociales para denunciarla. El equipo de la secundaria, donde se encontraban Maeve y Viv ganan la final. Jackson actúa en el musical de la escuela y, con un poco de aliento de Viv, puede superar su ansiedad. Cerca del final del musical, Adam irrumpe y declara sus sentimientos por Eric, quien corresponde. Otis deja a Maeve un mensaje de voz disculpándose por todo y diciendo que la ama, pero Isaac borra el mensaje y envía a Otis lejos cuando viene a verla. |              |             |                 |                             |                               |

### Temporada 3 (2021)
| N.º en serie | N.º en temp. | Título      | Dirigido por | Escrito por                     | Fecha de lanzamiento original |
| --- | ------------ | ----------- | ------------ | ------------------------------- | ----------------------------- |
| 17 | 1            | «Episode 1» | Ben Taylor   | Laurie Nunn                     | 17 de septiembre de 2021      |
| En un nuevo ciclo, el colegio secundario de Moordale le da la bienvenida a Hope Haddon como su nueva directora, quien promete volver a encaminar la escuela. Otis intenta mantener en secreto sus relaciones de sexo casual con Ruby y descubre que hay un "Rey del Sexo" dando consejos sexuales fraudulentos en los baños abandonados. Jean promueve un libro sobre sus experiencias en la enseñanza de educación sexual en Moordale y se esfuerza por contarle a Jakob sobre su embarazo. Eric y Adam hacen pública su relación, aunque Adam tiene problemas con la gente que se burla de su sexualidad. El Sr. Groff, que vive con su hermano rico y superficial, intenta conseguir un trabajo como profesor. Mientras es entrevistada, Hope es interrumpida por un estudiante desnudo corriendo por la escuela, preso del pánico después de que le confiscaron la ropa por error. Otis y Maeve se enfrentan a Kyle, el "Rey del Sexo". La Sra. Sands alienta a Maeve a solicitar una beca de estudios en Estados Unidos. Ruby decide dejar de ocultar su relación con Otis. Otis le cuenta a Hope sobre la clínica sexual, y Hope hace demoler los baños abandonados. |              |             |              |                                 |                               |
| 18 | 2            | «Episode 2» | Ben Taylor   | Sophie Goodhart                 | 17 de septiembre de 2021      |
| Adam decide no contarle a su madre sobre su relación con Eric. Otis y Ruby salen oficialmente. Jakob decide ser el padre del hijo por nacer de Jean, aunque Ola se siente incómoda. Hope implementa nuevas reglas y toma medidas enérgicas contra la enseñanza sexual de Moordale. Viv y Jackson se ofrecen como voluntarios para pintar sobre una pared con grafitis, pero Cal, un estudiante no binario, convence a Jackson de no hacerlo. Groff sigue luchando contra su desempleo; después de escuchar a su hermano quejarse, se muda a la casa del Sr. Hendricks. Jean y Jakob prueban la terapia de pareja. Maeve le pide a Otis que organice sesiones de terapia con su madre para Aimee, mientras ella lucha por tener intimidad con Steve. Eric y Adam intentan tener relaciones sexuales, pero Adam tiene dificultades para decirle que quiere ser el pasivo, lo que lleva a Eric a creer que no está interesado. Otis le da consejos a Adam sobre cómo expresarse con comodidad; Adam visita a Eric y pasan la noche juntos. Maeve se enfrenta a su madre Erin, quien se niega a hablar, en la nueva casa de Elsie. Maeve e Isaac se besan antes de que él revele que borró el mensaje de voz de Otis; Maeve se siente traicionada y se va. Hope expulsa a Jackson del consejo de estudiantes, y su lugar es ocupado por Viv; y exige que los estudiantes comiencen a utilizar uniforme escolar. |              |             |              |                                 |                               |
| 19 | 3            | «Episode 3» | Ben Taylor   | Laurie Nunn and Alice Seabright | 17 de septiembre de 2021      |
| Jakob y Ola se mudan a la casa de Jean, pero la convivencia de Otis y Ola no es buena. Aimee comienza la terapia con Jean. Hope pone a Viv a cargo del cumplimiento del uniforme escolar, a lo que Cal se resiste. Jackson comienza una amistad con Cal. Otis, Ruby, Eric y Adam tienen una cita doble. Eric se siente dolido cuando Adam lo presenta como su amigo. Ruby lleva a Otis a su casa, donde conoce a su padre, Roland, acostado en una cama, que fuma cannabis medicinal suministrado por Jeffrey. Otis aconseja a Jeffrey que ayude a Cynthia a procesar su dolor por la muerte de su gato. Con la ayuda de Isaac, Maeve mejora su relación con Erin. Otis y Ola llegan a un acuerdo con su convivencia. Ruby llama a Otis y le dice que lo ama, pero Otis no se atreve a decir lo mismo. |              |             |              |                                 |                               |
| 20 | 4            | «Episode 4» | Ben Taylor   | Selina Lim                      | 17 de septiembre de 2021      |
| Ruby ignora a Otis. Maeve envía su solicitud al programa de estudios de Estados Unidos. Jean y Jakob continúan con su terapia, pero Jakob se muestra escéptico sobre su utilidad. Lily envía una historia al periódico local. Hope presenta un nuevo programa de educación sexual que se centra en la educación basada únicamente en la abstinencia. Otis y Maeve protestan por la información proporcionada y son expulsados de la clase. Jean lucha con su embarazo y encuentra cosas en común con Jakob. Jakob encuentra una joya masculina en la casa de Jean. Maeve descubre que alguien le pagó el viaje escolar a Francia y asume que fue la madre adoptiva de Elsie, Anna. Maureen anima al Sr. Groff a acercarse a Adam. Maeve tiene una cita con Isaac. Cuando Otis admite que no ama a Ruby, ella rompe con él. |              |             |              |                                 |                               |
| 21 | 5            | «Episode 5» | Ben Taylor   | Mawaan Rizwan                   | 17 de septiembre de 2021      |
| Eric y su familia viajan a Nigeria para una boda familiar, mientras que el resto de la clase se va de excursión al campo de batalla de la Batalla del Somme. La madre de Eric le pide que no llame la atención con sus actitudes. Otis intenta sin éxito disculparse con Ruby. Jean se encuentra con Hope en el hospital, donde tienen una breve conversación sobre la educación sexual en Moordale. Aimee le revela a Maeve que su madre le pagó el viaje, lo que provocó una pelea entre ellas. Jackson y Cal alucinan luego de consumir setas en la excursión, creando una reacción que hace que Rahim atore el baño y lance una media con caca fuera del autobús, provocando un accidente automolitístico. Adam se hace cargo de las acciones de Rahim. Otis y Maeve se quedan varados cuando el autobús se va sin ellos. Cuando Jean y Jakob se encuentran con un ex de Jean, Jakob admite que no confía en ella y sugiere una prueba de ADN del bebé por nacer. Otis y Maeve confiesan sus sentimientos y se besan. Maeve le pide a Otis tiempo para procesar sus pensamientos. |              |             |              |                                 |                               |
| 22 | 6            | «Episode 6» | Ben Taylor   | Temi Wilkey                     | 17 de septiembre de 2021      |
| Maeve es aceptada en el programa, pero la escuela no puede cubrir el costo de su viaje. Su publica la historia de Lily, lo que genera burlas hacia ella. Hope castiga a Cal, Lily y Adam frente a los estudiantes; Rahim queda suspendido cuando intenta protestar. Maeve descubre que Erin secuestró a Elsie de su hogar. Cuando Otis e Isaac compiten para ayudar a Maeve, ella los echa a ambos. El Sr. Groff le devuelve su cuaderno a Jean; se sientan para una sesión de terapia en la que Jean anima a Groff a encontrar algo de felicidad. Hope le da a Viv la tarea de hacer una presentación para el próximo día de puertas abiertas de la escuelta; Viv graba la conversación con Hope y se lo envía a los estudiantes. Otis se enoja con Jean cuando ella le pregunta sobre Maeve después de que Aimee la mencionara accidentalmente. Adam le pide ayuda a Rahim para escribir poesías para Eric. En la boda, Eric conoce a un fotógrafo, Oba, quien lo lleva a un club gay, donde terminan besándose. |              |             |              |                                 |                               |
| 23 | 7            | «Episode 7» | Ben Taylor   | Sophie Goodhart                 | 17 de septiembre de 2021      |
| Es la jornada de puertas abiertas de Moordale. Lily falta a la escuela y se aparta de Ola, quien le pide ayuda a Otis. Maeve se disculpa con Isaac, pero él no quiere entrablar una relación con ella si no está segura de él. Maeve y Aimee se reconcilian y localizan a Erin y Elsie; Erin permite que Elsie regrese con Anna. Hope encierra a Cal en un aula para evitar que interrumpa en la jornada. Viv da una presentación en video en la que los estudiantes declaran que están orgullosos de ser conocidos como la "Escuela del Sexo". Hope intenta detener el video, pero Ruby lo impide. Mientras realiza una entrevista televisiva, Jean rompe bolsa. Jakob confiesa sus sentimientos con la terapeuta. Jackson y Cal se besan, pero no llegan a tener relaciones sexuales. Otis le da Lily una charla de ánimo. Eric vuelve y le confiesa a Adam lo que pasó en Nigeria. El Sr. Groff descubre un interés por la cocina y se defiende cuando su hermano lo menosprecia en una cena; se abre a Maureen y duermen juntos. Otis visita a Maeve y se besan. Jean da a luz a una niña, pero sufre una hemorragia posparto. |              |             |              |                                 |                               |
| 24 | 8            | «Episode 8» | Ben Taylor   | Laurie Nunn                     | 17 de septiembre de 2021      |
| Adam participa en una competencia de agilidad de perros. Lily quita todas sus cosas de alienígenas y le pide a su madre que las tire; luego de que una fan le pide un autógrafo, cambia de opinión. Hope es removida de su puesto como directora. Jean se despierta luego de la cirugía y recibe los resultados de ADN de Joy, la bebé recién nacida, lo que la sorprende. Erin se cuela en Moordale y le da dinero a Maeve para pagar su viaje, pero Maeve decide no ir porque no quiere dejar a Otis. Jackson y Cal resuelven sus problemas y deciden separarse amistosamente. Los estudiantes se enteran de que la escuela será vendida, por lo que todos deberán buscar otro lugar para terminar sus estudios. Otis se encuentra con Hope en el hospital, quien está intentando otra fertilización in vitro luego de intentar durante tres años quedar embarazada. Jean escucha a Otis consolar a Hope. Lily y Ola vuelven. Adam perdona a Eric, pero Eric rompe con él porque siente que está perdiendo parte de sí mismo debido a la lucha de estar con alguien que aún no se siente cómodo con su identidad. Adam finalmente le confiesa a su madre que Eric era su novio. Maureen rechaza una cena con el Sr. Groff. Aimee convence a Maeve de irse a Estados Unidos. Maeve se despide de Otis y se va.                                                                                             |              |             |              |                                 |                               |

### Temporada 4 (2023)
| N.º | Título      | Dirigido por      | Escrito por       | Fecha de lanzamiento original |
| --- | ----------- | ----------------- | ----------------- | ----------------------------- |
| 25 | «Episode 1» | Dominic Leclerc   | Laurie Nunn       | 21 de septiembre de 2023      |
| Maeve estudia en Estados Unidos mientras intenta mantener su relación a distancia con Otis funcione. Ella envía a Otis una foto desnuda; Otis hace fotos para enviárselas, pero pierde los nervios y no contesta. Otis, Eric, Aimee, Jackson, Cal, Viv y Ruby llegan al Cavendish College y descubren que sus estudiantes son simpáticos, integradores y concienciados con el medio ambiente. Conocen a los estudiantes más populares, conocidos como "el aquelarre". Michael lucha por encajar, al igual que Ruby, mientras que Eric se hace amigo del Coven. Isaac se matricula en Cavendish con la esperanza de ir a la universidad. Aimee le ofende accidentalmente. Otis intenta reanudar su clínica, pero descubre que Cavendish ya tiene un estudiante terapeuta sexual, "O". Promociona su clínica en una presentación pero accidentalmente muestra sus fotos desnudo. Cal está tomando testosterona y lucha con un mayor deseo sexual; Otis les tranquiliza. Adam comienza un aprendizaje en una granja cercana. Jean se adapta a la vida como madre soltera tras romper con Jakob. Consigue un nuevo trabajo, pero a Otis le preocupa que no tenga tiempo ni energía para hacerlo funcionar. La madre de Eric quiere bautizarlo. Otis y Maeve se reconcilian y tienen sexo virtual. |             |                   |                   |                               |
| 26 | «Episode 2» | Dominic Leclerc   | Troy Hunter       | 21 de septiembre de 2023      |
| 27 | «Episode 3» | Dominic Leclerc   | Krishna Istha     | 21 de septiembre de 2023      |
| 28 | «Episode 4» | Michelle Savill   | Selina Lim        | 21 de septiembre de 2023      |
| 29 | «Episode 5» | Michelle Savill   | Ethan Harvey      | 21 de septiembre de 2023      |
| 30 | «Episode 6» | Alyssa McClelland | Annalisa D'Inella | 21 de septiembre de 2023      |
| 31 | «Episode 7» | Alyssa McClelland | Bella Heesom      | 21 de septiembre de 2023      |
| 32 | «Episode 8» | Alyssa McClelland | Thara Popoola     | 21 de septiembre de 2023      |

## Producción

### Desarrollo
El 28 de noviembre de 2017, se anunció que Netflix había dado a la producción un pedido de serie. La serie fue creada por Laurie Nunn y los productores ejecutivos incluyen a Jamie Campbell y Joel Wilson. Se espera que Ben Taylor dirija la serie. Las productoras involucradas con la serie incluyen Eleven Film. El 4 de diciembre de 2018, se anunció que la serie se estrenaría el 11 de enero de 2019. El 1 de febrero de 2019, se anunció que Netflix había renovado la serie para una segunda temporada.
La segunda temporada, se estrenó el 17 de enero de 2020. En febrero de 2020, Netflix, renovó la serie por una tercera temporada, que debido al retraso de la producción originado por la pandemia de COVID-19, fue estrenada el 17 de septiembre de 2021. Una semana más tarde, Netflix anunció la renovación por una cuarta temporada.

### Casting
El 17 de mayo de 2018, se anunció que Gillian Anderson, Asa Butterfield, Ncuti Gatwa, Connor Swindells y Kedar Williams-Stirling se habían unido al elenco principal de la serie. El 16 de julio de 2018, se informó que James Purefoy había sido elegido para desempeñar un papel recurrente.

### Rodaje
La filmación de la primera temporada tuvo lugar en el Valle de Wye en Inglaterra y Gales, incluidos lugares en Llandogo, Tintern y también en Penarth en 2018. Las escenas ambientadas en la Escuela Secundaria Moordale se filmaron en el antiguo campus de la Universidad de Gales del Sur en Caerleon, Newport. Las escenas ambientadas en la piscina fueron filmadas en el complejo Newport International Sports Village.

### Escenario y estética
El escenario de la serie parece ser el Reino Unido moderno, en el pueblo ficticio de Moordale. La tecnología moderna, como los teléfonos inteligentes, existe, pero el programa presenta muy pocos automóviles de después de la década de 1990, con una mayoría de automóviles que van desde la década de 1970 hasta la de 1990. Los automóviles de policía vistos durante el final de la segunda temporada parecen seguir la estética de los años 90 en lugar de los automóviles de policía modernos. Además de los autos más antiguos, el programa presenta en gran medida tecnologías más antiguas, como televisores CRT y electrodomésticos anticuados. La decoración de la casa de los Groff recuerda a la decoración popular de los años 70; La caravana de Maeve es típica de los años 1990 y 2000; y la casa de los Milburns tiene una decoración más moderna. Moordale High School también muestra algunos elementos de las escuelas secundarias británicas, además de tener una imagen más estadounidense de secundaria. Estos elementos sirven para ubicar la historia en un período y ubicación inciertos.

## Lanzamiento
El 2 de enero de 2019, fue lanzado el tráiler oficial de la serie.

## Recepción
La serie recibió una respuesta mayoritariamente positiva por parte los críticos en su estreno. En el sitio web de agregación de reseñas Rotten Tomatoes, la serie tiene una calificación de aprobación del 91% con una calificación promedio de 8.36 sobre 10 en base a 57 revisiones. El consenso crítico del sitio web dice: "Sex Education es un juego ruidoso a través de un grupo de adolescentes cuyas desventuras sexuales son tan cuidadosamente interpretadas, los adultos podrían aprender una o dos cosas de ellos". Metacritic, que utiliza un promedio ponderado, asignó a la serie una puntuación de 81 sobre 100 según 16 críticos, lo que indica "aclamación universal".

## Premios y nominaciones
| Año  | Premio                                | Asunto                                     | Nominado                       | Resultado |
| ---- | ------------------------------------- | ------------------------------------------ | ------------------------------ | --------- |
| 2019 | Premios de cine y televisión en línea | Mejor escrito en serie dramática           | N/A                            | Nominado  |
| 2019 | Premios de cine y televisión en línea | Mejor actriz de reparto en serie dramática | Gillian Anderson               | Nominado  |
| 2019 | BAFTA Escocia                         | Mejor actor de televisión                  | Ncuti Gatwa                    | Nominado  |
| 2019 | MTV Movie & TV Awards                 | Mejor beso                                 | Ncuti Gatwa y Connor Swindells | Nominado  |
| 2019 | MTV Movie & TV Awards                 | Rendimiento innovador                      | Ncuti Gatwa                    | Nominado  |
| 2019 | Premios de Televisión de Venecia      | Mejor Serie de TV                          | Sex Education                  | Nominada  |
| 2020 | Premio Nacional de Televisión         | Comedia                                    | N/A                            | Nominado  |
| 2020 | GLAAD Media Awards                    | Serie de comedia excepcional               | Sex Education                  | Pendiente |
| 2020 | BAFTA Awards                          | Actuación de comedia masculina             | Ncuti Gatwa                    | Pendiente |
| 2020 | BAFTA Awards                          | Talento revolucionario                     | Laurie Nunn                    | Pendiente |
| 2020 | BAFTA Awards                          | Diseño de producción                       | Samantha Harley, Miri Katz     | Pendiente |
| 2020 | BAFTA Awards                          | Fundición con guion                        | Lauren Evans                   | Pendiente |